# Portes, Eure
 Portes  là một xã thuộc tỉnh Eure trong vùng Normandie miền bắc nước Pháp.